# ورزشگاه کاستلو فورتالزا
ورزشگاه کاستلو فورتالزا (به پرتغالی: Castelão) ورزشگاهی در شهر فورتالزا در کشور برزیل است.
این ورزشگاه که در سال ۱۹۷۳ ساخت شده است، ۶۴٬۸۴۶ نفر ظرفیت دارد.